# Liste der Administratoren von Chandigarh
Die folgende Tabelle listet die Administratoren von Chandigarh mit jeweiliger Amtszeit auf. Mit der Abspaltung Haryanas vom Bundesstaat Punjab am 1. November 1966 wurde Chandigarh gemeinsame Hauptstadt beider Bundesstaaten und wird seitdem als Unionsterritorium der indischen Union verwaltet. Bis Mai 1985 wurde Chandigarh von einem Chief Commissioner geleitet, seitdem steht der Verwaltung der Gouverneur von Punjab als Administrator vor.
| #  | Name                                      | Amtsantritt        | Ende der Amtszeit  |
|    | Chief Commissioner                        |                    |                    |
| 1  | Mohinder Singh Randhawa (1909–1988)       | 1. November 1966   | 30. Oktober 1968   |
| 2  | Damodar Dass (1914–)                      | 31. Oktober 1968   | 7. April 1969      |
| 3  | Bhupal Prasad Bagchi (1917–)              | 8. April 1969      | 31. August 1972    |
| 4  | Narendra Pal Mathur (* 1918)              | 1. September 1972  | 3. Dezember 1975   |
| 5  | G. P. Gupta                               | 4. Dezember 1975   | 14. Juni 1976      |
| 6  | Triloki Nath Chaturvedi (1928–2020)       | 15. Juni 1976      | 14. Juni 1978      |
| 7  | J. C. Aggarwal                            | 15. Juni 1978      | 18. Juli 1980      |
| 8  | Bhupinder Singh Sarao (* 1929)            | 19. Juli 1980      | 7. März 1982       |
| 9  | Krishna Banerjee                          | 8. März 1982       | 1. Juni 1984       |
|    | Administrator                             |                    |                    |
| 10 | Bhairab Dutt Pande (1917–2009)            | 2. Juni 1984       | 2. Juli 1984       |
| 11 | Kershasp Tehmurasp Satarawala (1916–2001) | 3. Juli 1984       | 1. August 1984     |
| 12 | Krishna Banerjee                          | 2. August 1984     | 29. Mai 1985       |
| 13 | Arjun Singh (1930–2011)                   | 30. Mai 1985       | 13. November 1985  |
| 14 | Hokishe Sema (1921–2007)                  | 14. November 1985  | 25. November 1985  |
| 15 | Shankar Dayal Sharma (1918–1999)          | 26. November 1985  | 1. April 1986      |
| 16 | Siddhartha Shankar Ray (1920–2010)        | 2. April 1986      | 7. Dezember 1989   |
| 17 | Nirmal Mukarji (1921–2002)                | 8. Dezember 1989   | 13. Juni 1990      |
| 18 | Virendra Verma (1916–2009)                | 14. Juni 1990      | 17. Dezember 1990  |
| 19 | Om Prakash Malhotra (1922–2015)           | 18. Dezember 1990  | 6. August 1991     |
| 20 | Surendra Nath (1926–1994)                 | 7. August 1991     | 9. Juli 1994       |
| 21 | Sudhakar Panditrao Kurdukar (* 1935)      | 10. Juli 1994      | 17. September 1994 |
| 22 | Bakshi Krishan Nath Chhibber (* 1936)     | 18. September 1994 | 26. November 1999  |
| 23 | Jack Farj Rafael Jacob (1923–2016)        | 27. November 1999  | 7. Mai 2003        |
| 24 | Om Prakash Verma (* 1937)                 | 8. Mai 2003        | 2. November 2004   |
| 25 | Akhlaqur Rahman Kidwai (1920–2016)        | 3. November 2004   | 15. November 2004  |
| 26 | Sunith Francis Rodrigues (1933–2022)      | 16. November 2004  | 21. Januar 2010    |
| 27 | Shivraj Patil (* 1935)                    | 22. Januar 2010    | 22. Januar 2015    |
| 28 | Kaptan Singh Solanki (* 1939)             | 22. Januar 2015    | 22. August 2016    |
| 29 | V. P. Singh Badnore (* 1948)              | 22. August 2016    | im Amt             |